# Пиксясинское сельское поселение
Пиксясинское се́льское поселе́ние — муниципальное образование в Ардатовском районе Мордовии Российской Федерации.
Административный центр — село Пиксяси.

## История
Статус и границы сельского поселения установлены Законом Республики Мордовия от 28 декабря 2004 года № 115-З «Об установлении границ муниципальных образований Ардатовского муниципального района, Ардатовского муниципального района и наделении их статусом сельского поселения, городского поселения и муниципального района».

## Население
| 2002 | 2010 | 2012 | 2013 | 2014 | 2015 | 2016 |
| ---- | ---- | ---- | ---- | ---- | ---- | ---- |
| 427  | ↘397 | ↘374 | ↘366 | ↘341 | ↘323 | ↘308 |
| 2017 | 2018 | 2019 | 2020 | 2021 |      |      |
| ↘300 | ↘295 | ↘280 | ↘270 | ↗296 |      |      |

## Состав сельского поселения
| № | Населённый пункт | Тип населённого пункта       | Население |
| - | ---------------- | ---------------------------- | --------- |
| 1 | Пиксяси          | село, административный центр | ↘270      |